# Kingsman

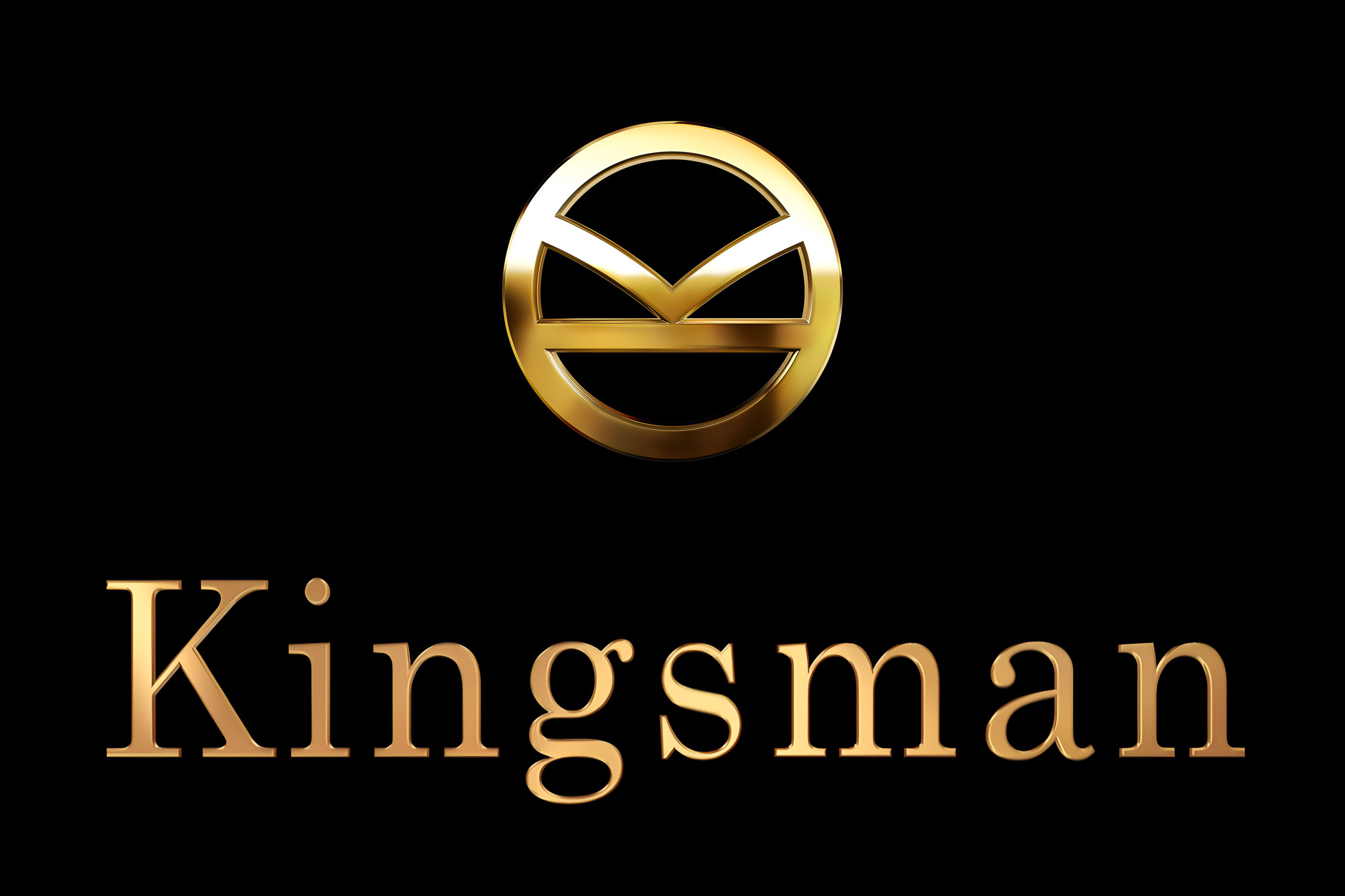
Логотип організації Kingsman

Kingsman — це британська медіафраншиза, що складається з низки коміксів, фільмів і відеоігор у жанрі шпигунської фантастики. У центрі її сюжету — агент Галахад, член вигаданої секретної організації Kingsman.
Франшиза виникла на основі серії коміксів, перший з яких був виданий Marvel Comics 2012 року. Події серії відбуваються у вигаданому всесвіті Millarworld. У лютому 2015 року вийшов знятий Метью Воном фільм «Kingsman: Таємна служба» з Коліном Фертом і Тароном Еджертоном у головних ролях. У вересні 2017 року вийшов його сиквел «Kingsman: Золоте кільце», а також комікс Kingsman: The Red Diamond. У грудні 2021 року вийшов фільм-приквел «Кінгс Мен» із Рейфом Файнсом у головній ролі, а в липні 2023 року — комікс-кросовер Big Game. Всі кінострічки були випущені студією 20th Century, а комікси The Red Diamond і Big Game видані Image Comics. У лютому 2024 року вийшов фільм-спіноф «Аргайл», режисером якого знову постав Вон. Роль агента Аргайла в ньому зіграли Генрі Кавілл і Брайс Даллас Говард.
Серія фільмів матиме продовження у вигляді сиквела під назвою «Kingsman: Блакитна кров» і приквела «Кінгс Мен: Король-зрадник». Також у майбутньому має вийти спіноф-мінісеріал, чий сюжет зосередиться навколо американського шпигунського агентства Statesman. Від початку 2012 року було також випущено низку відеоігор у всесвіті Kingsman.

## Походження
Серія фільмів Kingsman виникла на основі однойменної серії коміксів, Марком Міллером і Дейвом Гіббонсом на основі ідеї Міллера та Метью Вона. Першим коміксом серії став The Secret Service (укр. Таємна служба), що вийшов 2012 року. З 2016 по 2018 рік вона мала продовження у вигляді ще трьох коміксів: Mum's the Word, The Big Exit і The Red Diamond.  Події всіх творів відбуваються у вигаданому всесвіті Millarworld, який вперше пов'язав події різних коміксів у четвертому томі Kick Ass.

## Фільми
| Фільм                     | Дата виходу          | Режисер              | Сценарист                 | Автор історії             | Продюсери                                         | Статус               |
| Оригінальна трилогія      | Оригінальна трилогія | Оригінальна трилогія | Оригінальна трилогія      | Оригінальна трилогія      | Оригінальна трилогія                              | Оригінальна трилогія |
| ------------------------- | -------------------- | -------------------- | ------------------------- | ------------------------- | ------------------------------------------------- | -------------------- |
| Kingsman: Таємна служба   | 29 січня 2015        | Метью Вон            | Джейн Голдман і Метью Вон | Джейн Голдман і Метью Вон | Девід Рейд, Адам Болінг і Метью Вон               | вийшов               |
| Kingsman: Золоте кільце   | 20 вересня 2017      | Метью Вон            | Джейн Голдман і Метью Вон | Джейн Голдман і Метью Вон | Девід Рейд, Адам Болінг і Метью Вон               | вийшов               |
| Kingsman: Блакитна кров   | В очікуванні         | Метью Вон            | В очікуванні              | Джейн Голдман і Метью Вон | Девід Рейд, Адам Болінг і Метью Вон               | преподакшн           |
| Фільми-приквели           |                      |                      |                           |                           |                                                   |                      |
| Кінгс Мен                 | 26 грудня 2021       | Метью Вон            | Карл Гайдашек і Метью Вон | Метью Вон                 | Девід Рейд, Адам Болінг і Метью Вон               | вийшов               |
| Кінгс Мен: Король-зрадник | В очікуванні         | Метью Вон            | В очікуванні              | Метью Вон                 | Метью Вон                                         | препродакшн          |
| Фільми-спінофи            |                      |                      |                           |                           |                                                   |                      |
| Арґайл                    | 1 лютого 2024        | Метью Вон            | Джейсон Фукс              | Метью Вон                 | Девід Рейд, Джейсон Фукс, Адам Болінг і Метью Вон | вийшов               |

## Касові збори
| Фільм                   | Вихід у прокат  | Касові збори  | Касові збори | Касові збори | Бюджет        | Прим.       |
| Фільм                   | Вихід у прокат  | США та Канада | Інші країни  | Увесь світ   | Бюджет        | Прим.       |
| ----------------------- | --------------- | ------------- | ------------ | ------------ | ------------- | ----------- |
| Kingsman: Таємна служба | 13 лютого 2015  | $128,261,724  | $286,089,822 | $414,351,546 | 81—94 млн $   | [ 3 ] [ 4 ] |
| Kingsman: Золоте кільце | 22 вересня 2017 | $100,234,838  | $310,667,824 | $410,902,662 | 104 млн $     | [ 5 ]       |
| Кінгс Мен               | 22 грудня 2021  | $37,176,373   | $88,721,105  | $125,897,478 | 100 млн $     | [ 6 ] [ 7 ] |
| Загалом                 | Загалом         | $265,672,935  | $685,478,751 | $951,151,686 | 285—298 млн $ | [ 8 ] [ 9 ] |

## Відгуки критиків і глядачів
| Фільм                   | Критики             | Критики          | Глядачі     | Глядачі |
| Фільм                   | Rotten Tomatoes     | Metacritic       | CinemaScore |         |
| ----------------------- | ------------------- | ---------------- | ----------- | ------- |
| Kingsman: Таємна служба | 75 % (267 відгуків) | 60 (50 відгуків) | B+          |         |
| Kingsman: Золоте кільце | 50 % (307 відгуків) | 44 (44 відгуки)  | B+          |         |
| Кінгс Мен               | 41 % (185 відгук)   | 44 (40 відгуків) | B+          |         |